# Athene blewitti
El mochuelo de Blewitt, mochuelo forestal o mochuelo de los bosques (Athene blewitti) es una especie de ave de la familia Strigidae, es endémico de los bosques de la parte central de la India. Después de que fue descrito en 1873 y visto por última vez en estado salvaje en 1884, fue considerado extinto, hasta que fue redescubierto 113 años más tarde en 1997 por Pamela Rasmussen. Las búsquedas de la especie en las supuestas localidades dadas en las etiquetas de especímenes en donde habían sido recogidas habían fallado hasta que fue descubierto que estas especies habían sido robadas del Museo Británico por Richard Meinertzhagen y reenviadas con nuevas etiquetas que ofrecían información con falsas ubicaciones. Es conocido por un pequeño número de localidades y la población es muy baja dentro de los fragmentados y reducidos bosques centrales de la India, dejando a las especies críticamente amenazadas.
.

## Descripción

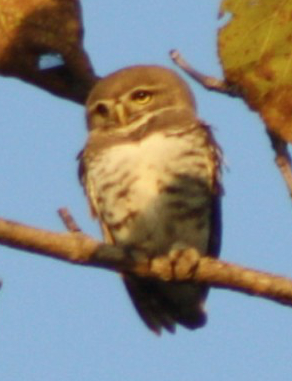
Su pequeño tamaño y el color blanquecino de su parte inferior son distintivos

El mochuelo de Blewitt es pequeño (23 cm) y un tanto fornido. Es típicamente un búho con una corona un poco desprovista de manchas y de alas y cola muy anillados. Tiene el cráneo y el pico relativamente grandes. A diferencia del búho manchado, tiene pocas y apenas visibles manchas sobre la corona y la espalda. Las partes superiores tienen un color café grisáceo oscuro. El pecho superior es casi de color café sólido y a los lados están listados con una porción central blanca en la parte baja del pecho que algunas veces no está marcado, especialmente en los machos. Las plumas primarias son más oscuras y distintivas. Las alas y la cola tienen rayas con bordes posteriores blancos. Un parche oscuro debajo del ala visible en vuelo. El disco facial es pálido y los ojos son amarillos.
El epíteto de la especie conmemora a F. R. Blewitt, el coleccionista del primer espécimen que se consiguió en diciembre de 1872 en Busnah-Phooljan cerca de Basna sobre la vía Phuljar en la región más al Este en Madhya Pradesh. El espécimen fue enviado a Allan Octavian Hume quien le describió en el año 1873.

## Distribución y hábitat
Hasta su redescubrimiento en 1997, este búho fue conocido por solo siete especímenes conseguidos en el siglo diecinueve, en la región norte de Maharashtra, y sudeste de Madhya Pradesh/oeste Orissa. En noviembre de 1997 un grupo de ornitólogos estadounidenses, incluyendo a Pamela C. Rasmussen, redescubrieron las especies en las estribaciones de Satpura Range, al noreste de Bombay. En el año 2000 en un estudio de 14 áreas de bosques a través de su rango anterior localizaron a 25 aves (usando una grabación de llamado) en cuatro sitios al norte de Maharashtra y al sudoeste de Madhya Pradesh, incluyendo tres pares en el Área Boscosa de Taloda y siete pares en el Área Boscosa de Toranmal. Ningún ave fue encontrada en una breve estudio de su anterior rango del Este en Orissa el cual pudo ser debido a la degradación de su hábitat. También se reportaron especies de los bosques de Chatwa y Padwa cerca de Andhra Pradesh por K. S. R. Krishna Raju. Otros estudios en los estados de Orissa, Chhattisgarh, Madhya Pradesh, Maharashtra y Gujarat encontraron el ave en pocas ubicaciones en la Reserva de Tigres Melghat en Maharashtra.
Esta ave ha sido avistada en el área del bosque de Taloda, el bosque Toranmal, la reserva de tigres Melghat (Maharastra) y el área de bosque de Khaknaar, todos en la zona central de la India. Estas áreas tenían densos bosques caducifolios con especies de Tectona grandis, Lagerstroemia parvifolia, Boswellia serrata y Lannea grandis. Se encontraron cavidades para nidos a una altura de cinco a ocho metros en árboles como Soymida febrifuga. En la mayoría de las áreas los árboles eran demasiado jóvenes y carecían de cavidades adecuadas para anidar. Un estudio informó que los bosques con perturbaciones humanas con más claros entre los bosques eran los preferidos para el forrajeo, mientras que otro estudio descubrió que utilizaban áreas con dosel abierto y maleza densa.

## Etología
Son diurnos, más activos después de las diez de la mañana, a menudo cazan de día. En las mañanas frías de invierno, se asolean en árboles altos.
Se aparean en enero y febrero.

## Otras fuentes
- Kasambe, R., Pande. S., Wadatkar, J. & Pawashe, A. (2004) Additional Records of the Forest Owlet Heteroglaux blewitti Hume, 1873 in Melghat Tiger Reserve, Maharashtra, Newsletter for Ornithologists 1(1-2):12-14.
- Jathar, G. A. and A. R. Rahmani (2004). Ecological studies of the Forest Spotted Owlet Athene (Heteroglaux) blewitti. Final Report. Bombay Natural History Society, Mumbai, India.